# (7953) Kawaguchi
(7953) Kawaguchi es un asteroide perteneciente al cinturón de asteroides, región del sistema solar que se encuentra entre las órbitas de Marte y Júpiter.
Fue descubierto el 20 de mayo e 1993 por Satoru Otomo desde Kiyosato, Japón.

## Designación y nombre
Designado provisionalmente como 1993 KP, fue nombrado así por Masaya Kawaguchi (n. 1959) quien se desempeñó como editor jefe de la revista astronómica japonesa Sky Watcher durante 1987-2000.

## Características orbitales
(7953) Kawaguchi está situado a una distancia media del Sol de 2,383 ua, pudiendo alejarse hasta 2,829 ua y acercarse hasta 1,936 ua. Su excentricidad es 0,187 y la inclinación orbital 3,609 grados. Emplea 1343,32 días en completar una órbita alrededor del Sol.

## Características físicas
La magnitud absoluta de (7953) Kawaguchi es 13,99. Tiene 4,815 km de diámetro y su albedo se estima en 0,252.